# Haxzel Quirós
Haxzel Quirós Cruz (Nicoya, Costa Rica, 3 de junio de 1998) es un futbolista costarricense que juega como lateral izquierdo en el C. S. Herediano de la Primera División de Costa Rica.

## Trayectoria

### Municipal Grecia
El 26 se septiembre de 2020, debutó con Municipal Grecia contra Santos de Guápiles por la derrota 0-1.

### Guadalupe F. C.
El 29 de julio de 2021, debutó con el Guadalupe F. C. contra el C. S. Herediano por la victoria 0-1.

### A. D. Guanacasteca
El 23 de enero de 2022, debutó con la A. D. Guanacasteca contra la L. D. Alajuelense por la derrota 4-0.

### C. S. Herediano
El 29 de mayo de 2023, se oficializó su fichaje al C. S. Herediano. El 26 de julio de 2023, debutó contra el Municipal Liberia, disputando la totalidad de minutos por la victoria 1-4.

## Selección nacional
El 12 de septiembre de 2023, Haxzel debutó en un partido amistoso contra Emiratos Árabes Unidos, dándose su ingreso al minuto 58, el encuentro finalizó por la derrota 4-1.
El 1 de junio de 2024, se oficializó su convocatoria para la clasificación al mundial 2026 para los partidos contra San Cristóbal y Nieves y Granada. El 6 de junio, se enfrentó a San Cristóbal y Nieves, disputando 78 minutos por la victoria 4-0.. Tres días después participó durante 16 minutos contra Granada por la victoria 0-3.
El 11 de junio de 2024, se oficializó su convocatoria de los 26 jugadores para la competición de la Copa América 2024. El 25 de junio debutó contra Brasil, disputando la totalidad de minutos en el empate 0-0. El 28 de junio se enfrentó a Colombia, disputando la totalidad de minutos por la derrota 3-0.

#### Participaciones internacionales
| Competición                             | Sede           | Resultado        | Partidos | Goles |
| --------------------------------------- | -------------- | ---------------- | -------- | ----- |
| Liga de Naciones de la Concacaf 2023-24 | Concacaf       | Cuartos de final | 1        | 0     |
| Copa América 2024                       | Estados Unidos | Fase de grupos   | 2        | 0     |

#### Participaciones en eliminatorias
| Eliminatoria               | Sede                             | Resultado   | Partidos | Goles |
| -------------------------- | -------------------------------- | ----------- | -------- | ----- |
| Clasificación Mundial 2026 | Estados Unidos · México · Canadá | Por definir | 2        | 0     |

## Clubes
| Club               | País       | Año           |
| ------------------ | ---------- | ------------- |
| Puntarenas F. C.   | Costa Rica | 2016-2020     |
| Municipal Grecia   | Costa Rica | 2020-2021     |
| Guadalupe F. C.    | Costa Rica | 2021-2022     |
| A. D. Guanacasteca | Costa Rica | 2022-2023     |
| C. S. Herediano    | Costa Rica | 2023-presente |

## Palmarés

### Títulos nacionales
| Título                         | Club            | País       | Año  |
| ------------------------------ | --------------- | ---------- | ---- |
| Supercopa de Costa Rica        | C. S. Herediano | Costa Rica | 2024 |
| Primera División de Costa Rica | C. S. Herediano | Costa Rica | 2024 |
| Primera División de Costa Rica | C. S. Herediano | Costa Rica | 2025 |